# Dynasty Cup (Golf)
Der Dynasty Cup war ein, im Jahre 2003 gegründeter, Mannschaftswettbewerb zwischen männlichen Profigolfern aus Japan und dem restlichen Asien nach dem Modus des berühmten Ryder Cup. Er wurde 2003 und 2005 ausgetragen.

## Geschichte
Die erste Begegnung (offizielle Bezeichnung: Phoenix Dynasty Cup Presented by VISA)  fand vom 14. bis 16. März 2003 im Mission Hills Golf Club in China statt und endete mit einem 16½:7½ Sieg Asiens.
An gleicher Stätte, vom 15. bis 17. April 2005, und unter der Bezeichnung Visa Dynasty Cup gab es die zweite Austragung, welche neuerlich das asiatische Team gewinnen konnte (Ergebnis 14½:9½).

## Modus
Die beiden Mannschaften bestanden aus je zwölf Spielern und einem Kapitän (Non-Playing Captain). Der Bewerb ging über drei Tage. Am ersten Tag (Freitag) standen sechs Fourballs, am zweiten Tag sechs Foursomes, und am finalen Sonntag die zwölf Einzelmatches auf dem Programm. Im Falle eines Unentschiedens verblieb der Pokal beim Titelhalter.